# Etica del computer
(Amory B. Lovins)
L'etica del computer è un ramo della filosofia che tratta di come i professionisti informatici debbano operare scelte che attengono alla condotta sociale e professionale. I fondamenti concettuali  dell'etica del computer sono oggetto di studio della morale dell'informazione, una branca dell'etica filosofica istituita da Luciano Floridi.
Sin dagli anni '90 l'argomento ha iniziato ad essere integrato in programmi di sviluppo professionale e in ambienti accademici. Questo non è stato altro che conseguenza del fatto che attraverso l'avvento di qualunque tecnologia, viene modificata implicitamente la società. Inoltre siamo tutti consci della grande potenza di attività che ci permette la rete; essa è portatrice di valori come la comunicabilità, la trasparenza e l'interattività, e ci permette di fare (almeno virtualmente) tutto quello che vogliamo: possiamo fare qualunque cosa ma non tutto quello che facciamo è eticamente corretto. Dobbiamo porci dei limiti e delle regole anche se abbiamo la possibilità di andare oltre.
Dal 1991 viene introdotto l'insegnamento della computer ethics nei corsi di Computer Science negli USA.

## Le fasi storiche dell'etica informatica
La computer ethics è composta da 3 fasi storiche:
1. Norbert Wiener (1894-1964) è stato uno tra i primi scienziati ad interrogarsi sugli aspetti sociali ed etici dei  computer: nasce la "Computer  Ethics" (Wiener, 1950). Celebre fu il dibattito tra la “colomba“ Wiener e il "falco" Von Neumnann (Heims, 1980). Negli anni ‘70 troviamo un altro professore del MIT, Joseph Weizenbaum,si concentra sui limiti dell'intelligenza artificiale e la cruciale distinzione tra decisione (un'attività computazionale che può essere delegata  ai  computer)  e  scelta  (un'attività  che,  essendo  basata  su  valori condivisi,  è  nelle  mani  degli  esseri  umani).La  prima definizione  di  "computer  ethics",  nel  1985,  basata  sul  concetto  di  "policy-vacuum" introdotto da Moor: "... I computer ci offrono nuove possibilità e quindi nuove  scelte  da  prendere.  Spesso,  non  esistono  linee  di  condotta  o  quelle esistenti sono inadeguate. Il compito centrale della computer ethics è quello di aiutarci  a  formulare  linee  guida".
2. Deborah  Johnson  con  la  sua  definizione  di  "socio-tecnical systems" introduce il concetto di co-shaping (la tecnologia e la società si plasmano a vicenda):  "...  la  tecnologia  non  è  soltanto  artefatti,  ma  artefatti  incorporati  in pratiche sociali e infusi con significati sociali".
3. Arriviamo  quindi  all'epoca  attuale con Richard De George (2003) : "Quando i computer e le tecnologie  dell'informazione non aiutano a  servire le persone e la società allora  non dovrebbero essere accettati passivamente". Stiamo parlando di una proactive computer ethics.

## I comandamenti
1. Non utilizzare un computer per danneggiare altre persone.
2. Non interferire con  il lavoro al computer degli altri.
3. Non curiosare nei file  degli altri.
4. Non utilizzare un computer per rubare.
5. Non utilizzare un computer per ingannare.
6. Il software è fisicamente impossibile da rubare, si può solo copiare e condividere con altri utenti su internet.
7. Non utilizzare le risorse dei computer di altri senza autorizzazione.
8. Non appropriarti della produzione intellettuale degli altri.
9. Pensa alle conseguenze sociali del programma che scrivi.
10. Usa il computer in modo da mostrare considerazione e rispetto.

I dieci comandamenti dell'etica del computer furono creati nel 1992 dal Computer Ethics Institute. I comandamenti furono introdotti nel documento “In Pursuit of a 'Ten Commandments' for Computer Ethics” di Ramon C. Barquin come un mezzo per creare una serie di norme per guidare e istruire la gente ad un uso etico del computer. I dieci comandamenti dell'etica del computer ricalcano lo stile dei dieci comandamenti della bibbia.
I comandamenti sono stati ampiamente citati nella letteratura etica, ma sono anche stati criticati sia dalle comunità di hacker che da alcune università. Per esempio, il dr.Ben Fairweather del Centre for Computing and Social Responsibility li ha descritti come semplicistici e molto restrittivi.
Il CISSP (un'organizzazione professionale di sicurezza del computer) ha usato i comandamenti come fondamento per le sue regole etiche.

## Norme etiche
Il codice etico dell'Association for Computing Machinery è un modello in quattro punti che disciplina il comportamento etico tra i professionisti informatici. Copre il nucleo dell'etica del computer dalla responsabilità professionale alle conseguenze della tecnologia nella società.
Un altro organo dell'etica del computer è la British Computer Society, che ha pubblicato un codice di condotta e un codice di norme per i professionisti del computer nel Regno Unito.
La Uniform Computer Information Transactions Act (UCITA)  tratta del comportamento etico dal punto di vista della legalità, in particolare della validità e violazione di un contratto.

## Alcune questioni nell'etica del computer
Ci sono un gran numero di questioni che vengono discusse di frequente quando si parla di etica del computer.
- Una serie di questioni riguarda alcuni dei dilemmi etici emersi o che hanno preso una nuova forma con l'avvento di internet. Per esempio, c'è un'ampia gamma di comportamenti che cadono sotto la voce “hacking”, molti dei quali sono stati difesi o attaccati dagli esperti di etica. Gli hackers, dall'inglese “to hack” cioè “avere un colpo di genio, risolvere un problema”, parola tradotta grossolanamente in “smanettone”, sono persone con competenze informatiche superiori. Il punto cruciale è: queste doti sono usate nel bene o nel male?
- Attualmente esistono modi per trovare informazioni personali che non erano disponibili, o non erano facilmente reperibili, prima dell'avvento della rete internet. Per questo le questioni etiche sulla memorizzazione e il recupero di informazioni hanno acquisito più rilevanza, e con esse quelle sulla protezione di dati personali e sensibili presenti in database connessi alla rete. Deve essere garantita la privacy, nell'ottica del diritto alla riservatezza dei dati e del diritto all'oblio. La presenza in rete di alcune informazioni sensibili potrebbe influenzare in modo drastico e negativo la vita del soggetto coinvolto.
- L'uso di internet come strumento per la diffusione di pornografia infantile, vessazioni nei confronti di altri ed ulteriori usi discutibili. Lo sfruttamento della rete per simili azioni e comportamenti mette in luce nuove questioni etiche che incidono anche sui professionisti delle reti e dei computer.
- Un'ulteriore serie di domande, pertinenti a internet, che sono ampiamente discusse, si identificano nelle questioni riguardanti i valori che alcuni potrebbero promuovere attraverso internet. Alcuni sostengono che internet è una "tecnologia democratica", o una "e-democracy". Le domande che emergono sulla veridicità di affermazioni come "Internet è una tecnologia democratica" o "Internet promuove la democrazia" e "Il divario digitale solleva questioni etiche che la società è obbligata a migliorare" sono ulteriori argomenti di dibattito sull'etica del computer. Anche l'idea di prendere decisioni nel cyberspazio è fonte di discussioni.
- Riprendendo la questione del divario digitale accennata al punto precedente si apre la controversia sull'accessibilità: come mai più della metà di umani è fuori dal sistema Internet? le cause si possono riscontrare ovviamente nel divario digitale, ma anche a problemi di attivazione a causa di posizioni geografiche, mancanza di competenze adeguate o finanziarie, e anche a elementi racchiusi nella sfera della disabilità: come un architetto non deve costruire barriere architettoniche che impediscano i movimenti, così un ingegnere software deve creare un computer / web a modello di spazio pubblico (esempio banale: una persona senza braccia o cieca troverà enormi difficoltà a fare una cosa semplice come mandare una mail).
- Cambiano i workplaces, i panorami lavorativi ma anche privati in cui si manifesta la differenza tra il lavorare con un computer o meno.
- Problemi legati ai diritti dei copyrights e delle copie in circolazione.
- Grande parentesi sui crimini informatici e virus. Con crimine o reato informatico si intende la rottura di barriere informatiche e l'atto di rubare informazioni, il tutto ovviamente compiuto tramite un computer. Si differenziano dai vari crimini e reati in quanto sono “victimless”, senza vittime e feriti, non si fa un danno fisico ma un danno informatico. Si vede come il problema qua non è solo più legale ma anche etico.
- Altro punto importante è l'affidabilità del computer: è possibile ragionare con esso in termini di garanzia? i software di questo non possono venir testati completamente in quanto sono oggetti estremamente flessibili e qualche imperfezione potrà sempre verificarsi.
- Dilemma della Intelligenze Artificiali (AI) - nanotecnologie, alle quali si pone il quesito se sia giusto o no che ad umano vengano impiantati dispositivi computerizzati controllati dall'esterno.
- Come le tecnologie e le ricerche scientifiche possano (magari inconsciamente) promuovere e perfezionare macchinari di guerra.
- Problema riguardante il riciclaggio del computer una volta non più usato o funzionante e gestione sulla delocalizzazione delle industrie che costruiscono i computer (decentralizzate vicino a sedimenti di silicio). Quando si decide di buttare un computer la legge prevede che venga riportato al mittente, ma solo il 25% del totale viene effettivamente controllato. La restante percentuale è causa di danni ecologici all'ambiente (il più delle volte vengono abbandonati in discariche fuori controllo, mari o spiagge).